# Kurudampalayam
Kurudampalayam is een census town in het district Coimbatore van de Indiase staat Tamil Nadu. 

## Demografie
Volgens de Indiase volkstelling van 2001 wonen er 13129 mensen in Kurudampalayam, waarvan 54% mannelijk en 46% vrouwelijk is. De plaats heeft een alfabetiseringsgraad van 76%. 